# رون لوس
رون لوس (بالإنجليزية: Ron Luce)‏ هو كاتب أمريكي، ولد في 11 يوليو 1961 في مقاطعة كونترا كوستا في الولايات المتحدة.